# Jueus amazics
Els jueus amazics són comunitats jueves de la serralada de l'Atles, al Marroc i a Algèria, que històricament han parlat llengües amazigues. Entre 1950 i 1970 la majoria emigraren a França, Estats Units i Israel.

## Història

### Antiguitat
Jueus s'han assentat a Àfrica del Nord des de l'antiga Roma i existia una comunitat jueva a la província d'Àfrica, a l'actual Tunísia, Ifriqia el que el nom escollit pel que coneixem avui com a Tunísia. L'acceptació per part dels amazics de judaisme com a religió, i la seva adopció per un nombre de tribus, podria haver passat amb el temps. L'historiador francès Eugène Albertini data la judaïtzació d'algunes tribus amazigues i llur expansió des de Tripolitània als oasis del Sàhara a finals del segle i. Per la seva part Marcel Simon veu el primer punt de contacte entre els amazics occidentals i el judaisme en la gran rebel·lió jueva del 66-70. Els historiadors creuen que, basant-se en els escrits de Ibn Khaldoun i altres evidències, que alguns o tots dels antics amazics judaïtzats adoptaren més tard el cristianisme i fins i tot l'islam, i no és clar si són una part de l'ascendència dels actuals jueus de parla amaziga.

### Període islàmic
A més de les antigues colònies de jueus a les muntanyes de l'Atles i les terres amazigues de l'interior del Marroc, les fortes persecucions periòdiques per part dels almohades molt probablement hi van augmentar la presència jueva. Aquesta hipòtesi es veu reforçada pels pogroms que va tenir lloc a Fes, Meknes i Taza a la fi del segle xv i que hauria portat a una nova onada de jueus, incloent-hi famílies jueva d'ascendència espanyola com els Peretz, i aquesta onada arribaria fins al Sàhara amb Figuig i Errachidia.
Alguns afirmen que la cap militar amaziga, Kàhina, era jueva, tot i que és recordada en la tradició oral d'algunes comunitats del nord d'Àfrica com una líder opressiva per als jueus, i altres fonts afirmen que era cristiana. Es diu que ella va alçar els amazics al Aurès (territori dels chaouis) en els contraforts orientals de les muntanyes de l'Atles en l'actual Algèria a fins a la final, encara que infructuosa, resistència al general àrab Hassan ibn an-Numan al-Ghassaní.

### Després de la guerra àraboisraeliana

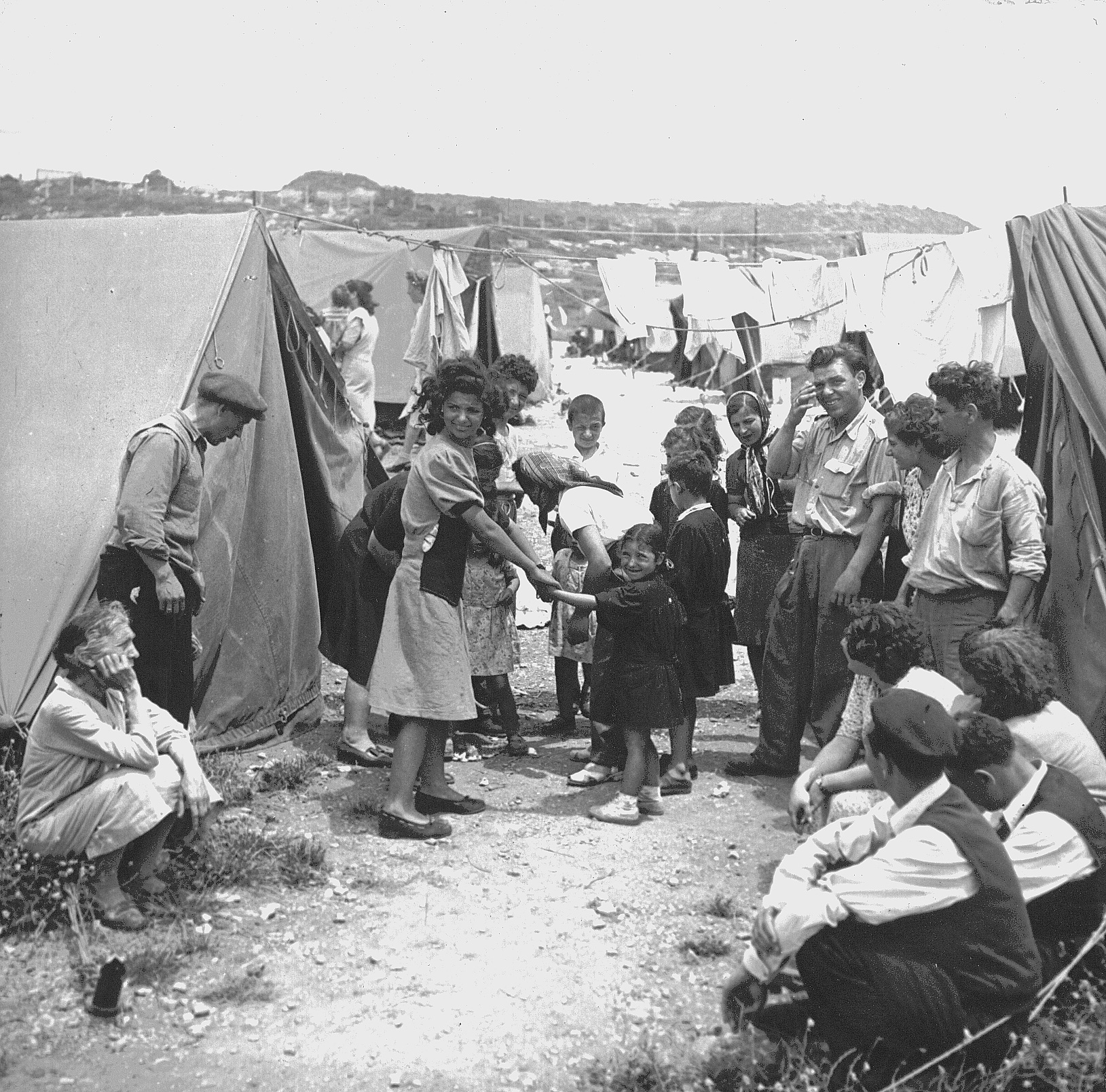
Camp de transit (Israel, 1950).

Després de la guerra araboisraeliana de 1948, les tensions entre les comunitats jueves indígenes i les comunitats musulmanes indígenes es van incrementar. Els jueus del Magrib eren obligats a marxar a causa de l'augment de les tensions. Actualment la comunitat jueva autòctona amaziga ja no existeix al Marroc. La població de jueus marroquins es manté en unes 8.000 persones que resideixen majoritàriament a Casablanca, alguns dels quals podrien ser parlants amazics.

## Origen
En el passat, hauria estat molt difícil decidir si aquests clans amazics jueus eren originalment d'ascendència israelita i havien assimilat la llengua i els hàbits culturals amazics o si els amazics indígenes s'havien convertit al judaisme mitjançant la conversió per colons jueus. La segona teoria es va desenvolupar principalment en la primera meitat del segle XX com a part de la recerca de les autoritats colonials franceses per descobrir i posar l'accent en els costums preislàmics entre la població amaziga musulmana i a la recerca dels costums i formes de vida que es consideraven més susceptibles i assimilables al domini francès, legitimant la política que els amazics serien governat per les seves pròpies lleis "consuetudinàries" en lloc de la llei islàmica.
En conseqüència, els principals defensors d'aquesta teoria eren estudiosos com Nahum Slouschz qui va treballar per a les autoritats franceses. Altres erudits com André Goldenberg i Simon Lévy també n'eren partidaris.
Franz Boas va escriure el 1923 que una comparació dels jueus d'Àfrica del Nord amb els d'Europa occidental i els de Rússia "mostra molt clarament que en cada cas tenim una assimilació marcada entre els jueus i el poble en què viuen "i que" els jueus del nord d'Àfrica són, en trets essencials, magribins ".
Haim Hirshberg, un important historiador dels jueus del nord d'Àfrica, va posar en dubte la teoria de la judaïtzació massiva dels amazics a l'article titulat "The Problem of the Judaized Berbers". Un dels punts que Hirshberg va plantejar en el seu article era que Ibn Khaldun, la font de la teoria dels amazics judaïtzats, va escriure només que poques tribus "podrien" han estat judaïtzades en l'antiguitat i va declarar que en el període romà les mateixes tribus eren cristianitzades.
La teoria d'una judaïtzació massiva de la població amaziga ha estat qüestionada per un estudi recent sobre l'ADN mitocondrial (transmès de mare a fills). L'estudi dut a terme per Behar et al. que analitza petites mostres de Jueus del nord d'Àfrica (Líbia (83); Marroc (149) Tunis (37)) indica que els jueus del nord d'Àfrica els falta els cromosomes típicament nordafricans M1 i U6. Per tant, segons els autors, la manca de cromosomes U6 i M1 entre els jueus africans del nord fa que la possibilitat de barreja significativa entre les poblacions àrabs i amazigues locals amb jueus sigui poc probable.